# 詹姆斯羅斯群島
詹姆斯羅斯群島（英語：James Ross Island group）是南極洲的群島，位於南極半島東北端，處於茹安維爾群島以南，主要島嶼有詹姆斯羅斯島、斯諾希爾島、維加島和西摩島。該群島在古生物學與地質學上被稱為詹姆斯羅斯盆地（James Ross Basin），保有廣闊的中生代晚期與新生代早期沉積層系，是重要的古生物與地質研究地點。